# 北堂书钞
《北堂書鈔》，又名《大唐类要》，是一部隋代类事类類書，虞世南撰，凡19部，851子目，173卷（可能还有一卷目录），今本160卷。被誉为中国四大类书之一，是中国现存最早的类书。

## 特點
北堂係指隋代秘書省的後堂。虞世南擔任隋秘書郎時，在北堂集結群書，多摘录古书的片断而成，故稱為北堂書鈔，該書引用南北朝以前古书800种，起自“三代、汉、魏，迄于宋、齐。其最晚者沈约《宋书》、萧方等《三十国春秋》、崔鸿《十六国春秋》、魏收《后魏书》。”此書分为帝王、后妃、政术、刑法、封爵、设官、礼仪、艺文、乐、武功、衣冠、仪饰、服饰、舟、车、酒食、天、岁时、地19部。各部又分子目，如“仪饰部”又分节、黄钺、鼓吹、相风、漏刻等五目。體例先立「类」，类下摘引字句作「标题」，标题之下引用古籍。原書經歷代流傳，已有殘缺，至宋代已非全秩。

## 版本
《北堂书钞》的版本颇为复杂。最早由元朝末年人陶宗儀傳抄宋本。
明代萬曆二十八年（1600年）有陳禹謨校刊本。明人俞安期稱見一舊抄本，後輯入《唐類函》本。清乾隆時修《四庫全書》所錄《北堂書鈔》，為內府所藏明陳禹謨校刊本。但陳禹謨校刊本品質最劣，經過胡亂竄改，內容已面目全非。例如擅自将地部十六类增为四十一类。
嘉慶六年（1802年），孙星衍得陶宗仪钞原本《北堂书钞》。嘉慶七年（1802年），孫星衍在金陵五松書屋開館校《北堂書鈔》，約嚴可均、王引之、錢東垣、顧廣圻等同校。光緒十四年南海孔廣陶約林國賡、孔昭熙、傅以禮等續校，才完成這三十三万巻堂校注重刻陶本。

## 外部連結
- 北堂書鈔（唐）虞世南輯錄·國學導航（页面存档备份，存于）
- 《北堂書鈔》各種版本·中國哲學書電子化計劃 （页面存档备份，存于）
- 《北堂書鈔》·史書典籍-詩詞名句網（页面存档备份，存于）